# Косінське сільське поселення (Верхошижемський район)
Ко́сінське сільське поселення (рос. Косинское сельское поселение) — адміністративна одиниця у складі Верхошижемського району Кіровської області Росії. Адміністративний центр поселення — село Косіно.

## Історія
Станом на 2002 рік на території сучасного поселення існували такі адміністративні одиниці:
- Косінський сільський округ (село Косіно, присілки Армень, Безденежні, Вюги, Коноплі, Солоніки, Устюги, Чикіші, Шевелі)

Поселення було утворене згідно із законом Кіровської області від 7 грудня 2004 року № 284-ЗО у рамках муніципальної реформи шляхом перетворення Косінського сільського округу.

## Населення
Населення поселення становить 206 осіб (2017; 218 у 2016, 223 у 2015, 238 у 2014, 249 у 2013, 276 у 2012, 282 у 2010, 443 у 2002).

## Склад
До складу поселення входять 7 населених пунктів:
| Населений пункт      | Населення, осіб (2002) | Населення, осіб (2010) |
| -------------------- | ---------------------- | ---------------------- |
| Армень, присілок     | 0                      | -                      |
| Безденежні, присілок | 67                     | 45                     |
| В'юги, присілок      | 0                      | 0                      |
| Коноплі, присілок    | 1                      | 0                      |
| Косіно, село         | 357                    | 228                    |
| Солоніки, присілок   | 0                      | -                      |
| Устюги, присілок     | 16                     | 9                      |
| Чикіші, присілок     | 2                      | 0                      |
| Шевелі, присілок     | 0                      | 0                      |